# Jeptha B. Duncan
Jeptha Brawner Duncan Guillén (20 de febrero de 1885 - 23 de agosto de 1978) fue un pedagogo y político panameño, hijo del estadounidense Bazil B. Duncan y la panameña María Teresa Guillén de Duncan. Contrajo nupcias con Luz María Román, de nacionalidad puertorriqueña.

## Estudios
Estudió en una escuela primaria de la Ciudad de Panamá, y la secundaria en el Worral Hall Military Academy en Peekskill, Nueva York. En 1905 el Gobierno de Panamá le otorgó una beca para que realizara sus estudios en Francia. Allí obtuvo un Bachillerato en Letras, una Licenciatura en Letras de la Universidad de La Sorbona y un postgrado de Lenguas Vivas y Literatura Extranjera.

## Actividad Laboral
Ocupó el cargo de subsecretario de Instrucción Pública entre 1912 y 1914, al mismo tiempo se dedicó a la enseñanza de la literatura inglesa en el Instituto Nacional, de 1914 a 1919. Entre 1924 a 1926 fue diputado de la Asamblea Nacional por el partido liberal, miembro fundador de la Academia Panameña de la Lengua. Desde la fundación de la Universidad de Panamá en 1935, entró al sistema educativo superior, y desempeñó el cargo de Decano de la Facultad de Filosofía, Letras y Educación. Entre los años de 1940 a 1942 fue Rector de la Universidad de Panamá. En 1944, el gobierno panameño lo nombró para el cargo de director de información del Ministerio de Relaciones Exteriores.

## Presidencia
En febrero de 1945 fue nombrado Presidente de la República. La efervescencia eleccionaria de los años cuarenta llevó a un grupo de diputados a oponerse a la presidencia de Ricardo Adolfo de la Guardia, en vista de su negativa a convocar a una Asamblea Nacional Constituyente o a escoger los Designados al Poder Ejecutivo (vicepresidentes como se conoce hoy en día). Hubo arrestos e intimidaciones por parte del gobierno, lo cual llevó a varios diputados a reunirse en la localidad de Chivo-Chivo, para elegir, a puertas cerradas, a dichos designados. La selección recayó en Jeptha B. Duncan, Miguel Ángel Grimaldo y Alcibíades Arosemena, como primero, segundo y tercer designados. Este nombramiento no tuvo el apoyo popular y menos de la Policía Nacional, la cual en la época influía en gran manera en la vida política del país. Este pasó a ser otro evento sin grandes repercusiones históricas
Hay que notar que durante este periodo hubo dos Presidentes de Panamá al mismo tiempo.

## Otros Cargos
En ese mismo año 1945 Jeptha Duncan fue nombrado ministro plenipotenciario ante la República Dominicana. En 1946, fue miembro del Directorio Nacional del Partido Liberal, de la Unión Iberoamericana, y fue nombrado presidente del Directorio Nacional del Partido Liberal Unido de Panamá. En 1949, fue ministro plenipotenciario de Panamá en Haití, y embajador delegado de Panamá ante la Asamblea General de las Naciones Unidas en los años de 1954, 1958, 1959, 1960 y 1961.

## Condecoraciones
Condecorado por Francia con la Legión de Honor en 1953
Condecorado por Italia con la Orden al Mérito de la República Italiana, en el grado de Gran Oficial. Se le rindió un homenaje público por La Academia Panameña de la Lengua el 15 de julio de 1971. 
Jeptha B. Duncan forma parte del conjunto de pensadores que le dieron forma y contenido particular al liberalismo panameño en la primera mitad del siglo XX. Este conjunto es formado además por:
- Carlos Antonio Mendoza Soto (1856-1916),
- Belisario Porras Barahona (1856-1942),
- Eusebio Antonio Morales Mogollón (1865-1929),
- Guillermo Andreve Icaza (1879-1940),
- José Dolores Moscote (1879-1956),
- Ricardo J. Alfaro (1882-1971),
- Octavio Méndez Pereira (1887-1954); y
- José Daniel Crespo Peña (1890-1958)

## Fallecimiento
Jeptha B. Duncan falleció de causas naturales en la Ciudad de Panamá el 23 de agosto de 1978 cuando tenía 92 años de edad.